# Apostol
Az apostol szó szerinti értelemben küldöttet jelent. Az ilyen küldetés célja általában egy üzenet közvetítése. A kereszténységben a kifejezést az Újszövetségben Jézus tizenkét apostolára, valamint a korai keresztények egy tágabb csoportjára, köztük például Pálra, Barnabásra használták. 

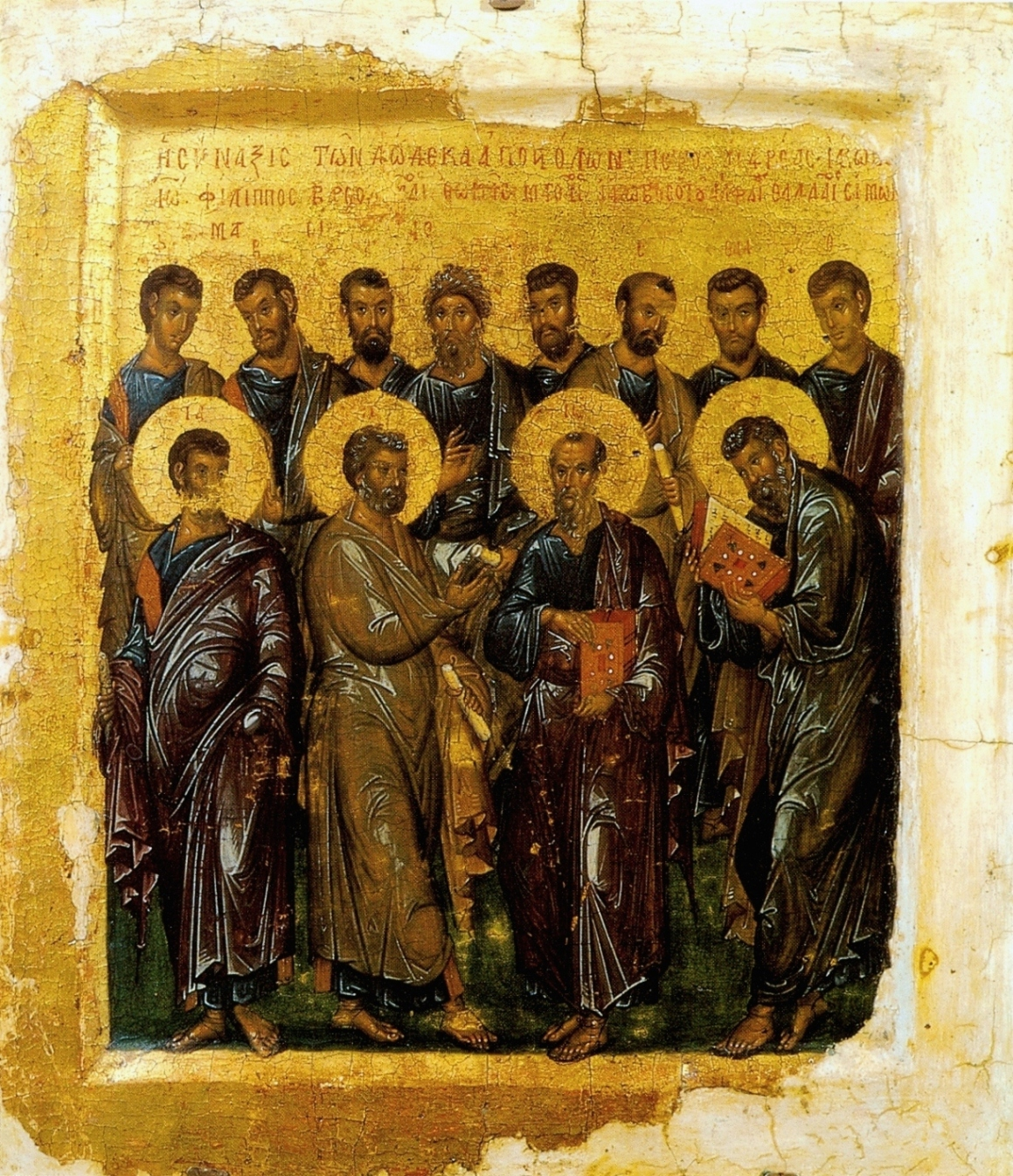
A tizenkét apostol (ortodox ikon)

Tizenkét apostolnak nevezzük a keresztény hagyomány alapján azokat a férfiakat, akiket a Názáreti Jézus tanítványainak kiválasztott és küldetést adott nekik. Az apostolokról a Biblia könyvei között az evangéliumokban és az Apostolok cselekedeteiben olvashatunk.

## Etimológia
A szó a görög aposztolosz (απόστολος) szóból ered, jelentése: küldött, forrása az apostello ige, melynek jelentése kiküldeni. 

## A négy evangélistánál

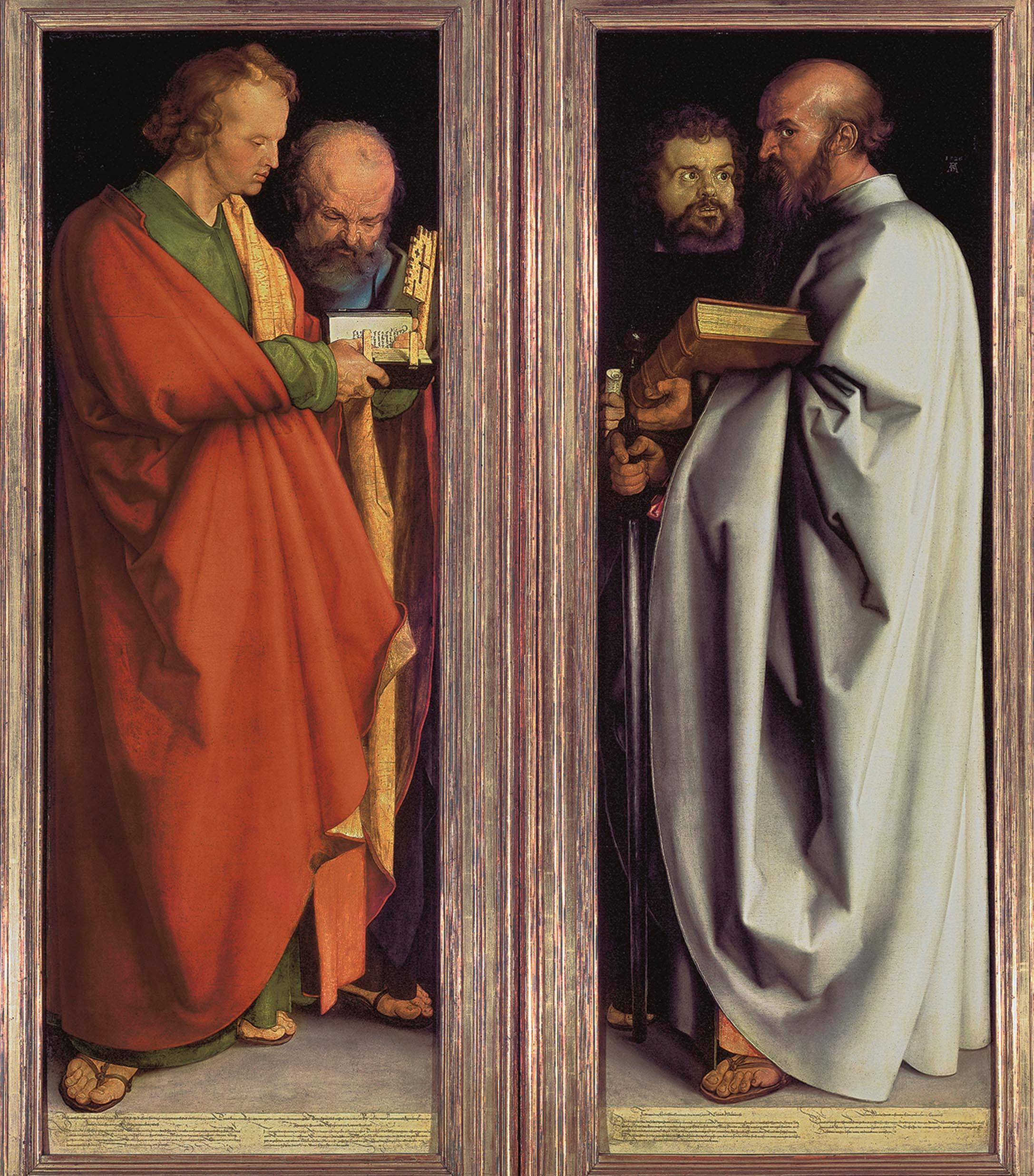
Albrecht Dürer: A négy apostol. János evangélistát, Pétert, Pált és Márkot ábrázolja (utóbbi nem volt apostol).

A szöveg csak Tizenkettőnek nevezi  a tizenkét apostolt. A tizenkettes szám az ókori Izrael tizenkét törzsére utal. A három szinoptikus evangélista leírja az apostolok névsorát, ezek között vannak eltérések.
- Máté evangéliuma (10,2kk) a következő listát tartalmazza:

„A tizenkét apostol neve a következő: Az első Simon, más néven Péter, aztán testvére András, Zebedeus fia, Jakab és testvére János, Fülöp és Bertalan, Tamás és Máté, a vámos, Jakab, Alfeus fia és Tádé, a kánai Simon és a karióti Júdás, aki később árulója lett.”
- Márk (3,16kk) leírása a felsorolás sorrendjét kivéve megegyezik Mátééval. Márk Jakabnak és Jánosnak melléknevet is adott, ők a mennydörgés fiai.
- Lukács (6,13kk) felsorolásában a kánai Simont zelótának nevezi, Tádét pedig Júdásnak, Jakab testvérének.
- A János-evangélium nem sorolja fel az apostolokat, viszont megemlíti őket. János evangéliumában két ízben megjelenik Natánael (1,45kk; 21,2), akiről a szinoptikusok nem beszélnek. Nem mondja róla, hogy apostol, viszont Jézus feltámadása után az apostolok közösségében említi. Natánaelt a szinoptikus Bertalannal szokás azonosítani, ugyanis az Apostolok cselekedeteiben (1,13) a felsorolásban neve Bertalan helyén áll.

Galátziabeliekhez írt levél 1. rész - " 19. Az apostolok közül pedig mást nem láttam, hanem csak Jakabot, az Úr atyjafiát. "

## Az Apostolok cselekedeteiben
Iskarióti Júdás, miután Jézust elárulta, öngyilkos lett. Ezért Jézus mennybemenetele után azok közül, akik végig együtt voltak velük, az apostolok Júdás helyére Mátyást választották (1,15kk). A választás kritériumát így írja le a szöveg: Kell tehát, hogy azok közül, akik mindig velünk tartottak, amikor a mi Urunk, Jézus közöttünk járt-kelt, kezdve János keresztségétől egészen mennybevétele napjáig, valaki velünk együtt tanúskodjék feltámadásáról.
Az Apostolok cselekedeteinek nagy alakja Tarzuszi Saul, aki a Damaszkuszi úton találkozott Jézussal. Megtért, és az eddigi üldöző Saulból új nevet kapott, ő lett Pál, a pogányok apostola (Róm 11,13) lett. Ő olyan apostol, aki csak a feltámadott Jézussal találkozott, Jézus életében nem volt a tanítványa.
Az Újszövetség a legtöbb apostol életéről nem sok adatot közöl. Gyakran megelégszik csak nevüknek említésével. Péterről, Jánosról, és az áruló Júdásról van több részlet, illetve Szent Pálról. Jelentős azonban a Biblián kívüli hagyományképződés az apostolok személyével kapcsolatban. Ezekről részletesebben az egyes apostolok szócikkei szólnak.

## A tizenkét apostol
A tizenkét apostol kiválasztása az evangéliumok szerint

„Összehívta tizenkét tanítványát, s hatalmat adott nekik, hogy kiűzzék a tisztátalan lelkeket, és meggyógyítsanak minden betegséget, minden gyengeséget. A tizenkét apostol neve a következő: Az első Simon, más néven Péter, aztán testvére András, Zebedeus fia, Jakab és testvére János, Fülöp és Bertalan, Tamás és Máté, a vámos, Jakab, Alfeus fia és Tádé, a kánai Simon és a karióti Júdás, aki később árulója lett”

– Máté evangéliuma

„"Ezután fölment a hegyre, és magához hívta azokat, akiket akart. Azok hozzá mentek. Tizenkettőt rendelt, akiket apostoloknak nevezett, hogy vele legyenek, s hogy elküldje őket hirdetni az igét. Hatalmat adott nekik, hogy kiűzhessék az ördögöket. Ezt a tizenkettőt rendelte: Simont, akinek a Péter nevet adta, Jakabot, Zebedeus fiát, Jánost, Jakab testvérét, ezeket elnevezte Boanergesznek, vagyis a mennydörgés fiainak, 18Andrást, Fülöpöt, Bertalant, Mátét, Tamást, Jakabot, Alfeus fiát, Tádét, a kánai Simont 19és az iskarióti Júdást, aki később elárulta"”

– Márk evangéliuma

„"Ezekben a napokban történt, hogy kiment a hegyre imádkozni. Az egész éjszakát Isten imádásában töltötte. Amikor megvirradt, odahívta magához tanítványait, és kiválasztott közülük tizenkettőt, s apostoloknak nevezte őket: Simont, akit Péternek hívott, testvérét, Andrást, Jakabot és Jánost, Fülöpöt és Bertalant, Mátét és Tamást, Alfeus fiát, Jakabot és a Zélótának nevezett Simont, aztán Júdást, Jakab testvérét, és a karióti Júdást, aki később árulója lett."”

– Lukács evangéliuma

„"Az első tanítványok. Másnap megint ott állt János két tanítványával, s mihelyt meglátta Jézust, amint közeledett, így szólt: "Nézzétek, az Isten Báránya!" E szavak hallatára a két tanítvány Jézus nyomába szegődött. Amikor Jézus megfordult, s látta, hogy követik, megkérdezte: "Mit akartok?" Így feleltek: "Rabbi - ami annyit jelent, mint Mester -, hol lakol?" "Gyertek, nézzétek meg!" - mondta nekik. Elmentek vele, megnézték, hol lakik, s aznap nála is maradtak. A tizedik óra körül járhatott. A kettő közül, aki János szavára követte, az egyik András volt, Simon Péter testvére. Reggel találkozott testvérével, Simonnal, s szólt neki: "Megtaláltuk a Messiást, vagy más szóval a Fölkentet", s elvitte Jézushoz. Jézus ráemelte tekintetét, s így szólt hozzá: "Te Simon vagy, János fia, de Kéfa, azaz Péter lesz a neved." Másnap Galilea felé tartva találkozott Fülöppel. Felszólította: "Gyere és kövess!" Fülöp Betszaidából, András és Péter városából való volt. Fülöp találkozott Natánaellel és elmondta neki: "Megtaláltuk, akiről Mózes törvénye és a próféták írnak, a názáreti Jézust, Józsefnek a fiát." "Jöhet valami jó Názáretből?" - kérdezte Natánael. "Gyere és győződjél meg róla!" - felelte Fülöp. 47Amikor Jézus meglátta Natánaelt, amint feléje tartott, ezt mondta róla: "Lám, egy igazi izraelita, akiben nincs semmi álnokság." Natánael megkérdezte tőle: "Honnét ismersz?" Jézus így válaszolt: "Mielőtt Fülöp hívott volna, láttalak, a fügefa alatt voltál." Natánael erre felkiáltott: "Rabbi (azaz: Mester), te vagy az Isten Fia, te vagy Izrael királya!"”

– János evangéliuma

## További apostolok
Az újszövetség az említett Tizenkettőn és Pálon kívül másokat is apostoloknak nevez.
Szintén apostolként tartjuk számon azt a férfit is, akit az Az apostolok cselekedetei nevével és származásával együtt mutat be: „József, a ciprusi származású levita, akit az apostolok Barnabásnak neveztek el, ami azt jelenti, hogy a vigasztalás fia”.
A tizenkét apostol mellett szerepel a Bibliában a hetven tanítvány, azonban őket nem nevezi meg az Újszövetség, csak a későbbi egyházi hagyomány.

## Apostolok listája

### A 12 apostol
| Portré | N        | Név                     | Máté evangéliumában    | Márk ev.-ban          | Lukács ev.-ban         | Halála       | Halál helye (mai névvel)               | Attribútum |
| ------ | -------- | ----------------------- | ---------------------- | --------------------- | ---------------------- | ------------ | -------------------------------------- | --- |
|        | 1.       | Péter apostol           | Simon Péter            | Simon Péter           | Simon Péter            | † 67         | Róma, Olaszország                      | Kulcs – Máté evangéliuma (16:19) alapján a mennyek országának kulcsa |
|        | 2.       | András apostol          | András, Péter testvére | András                | András, Péter testvére | † 70 körül   | Patrai, Görögország                    | Andráskereszt – diagonális kereszt, nevét András apostolról kapta, akit Patraiban egy ilyen kereszten feszítettek meg.                                                                           |
|        | 3.       | Idősebb Jakab apostol   | Jakab, Zebedeus fia    | Jakab, Zebedeus fia   | Jakab                  | † 42         | Jeruzsálem, Izrael                     | Vándorbot, kagyló, kalap - a zarándokok szimbólumai is lettek. |
|        | 4.       | János evangélista       | János, Jakab testvére  | János, Jakab testvére | János                  | † 100 körül  | Epheszosz, Törökország                 | Kehely – "Meg tudjátok-e inni a kelyhet, melyet én inni fogok?" kérdezte Jézus János apostoltól Máté evangéliuma (20:22) szerint.                                                                |
|        | 5.       | Fülöp apostol           | Fülöp                  | Fülöp                 | Fülöp                  | † 80 körül   | Hierapolisz, Törökország               | Bot – a kis-ázsiai Hierapoliszban szenvedett vértanúságot és egy bottal kiűzött egy kígyót, Mars templomának szent állatát.                                                                      |
|        | 6.       | Bertalan apostol        | Bertalan               | Bertalan              | Bertalan               | † 60 körül   | Örményország                           | Kés – vértanúságára utal, mivel késsel nyúzták meg. János evangéliuma alapján Natanaellel azonosítják.                                                                                           |
|        | 7.       | Tamás apostol           | Tamás                  | Tamás                 | Tamás                  | † 72         | Mylapore, India                        | Mérőléc – Szent Tamás sok templomot épített missziós tevékenysége során, ezért ábrázolják őt mérőléccel                                                                                          |
|        | 8.       | Máté evangélista        | Máté, a vámszedő       | Máté                  | Máté                   | † 60 körül   | Etiópiai Hierapolisz, Etiópia          | Pénzes zacskó – Máté az adószedő eredeti foglalkozására utal |
|        | 9.       | Ifjabb Jakab apostol    | Jakab, Alfeus fia      | Jakab, Alfeus fia     | Jakab, Alfeus fia      | † 62 vagy 69 | Jeruzsálem, Izrael                     | Kallózófa – vértanúságának eszközére utal. Vértanúsága ugyanis egy posztófeldolgozóhoz kötődik, aki kallózófával a szerszámával agyonverte, amikor az apostolt ledobták a jeruzsálemi templomból |
|        | 10.      | Júdás Taddeus apostol   | Tádé                   | Tádé                  | Júdás, Jakab testvére  | † 80 körül   | Perzsia (ma Irán)                      | Alabárd – vértanúságára, a kivégzés módjára utal. |
|        | 11.      | Simon apostol           | Kánai Simon            | Kánai Simon           | Zelóta Simon           | † 65 körül   | Perzsia (ma Irán) vagy Edessza, Szíria | Fűrész – Zelóta Simon Júdás Tádéval együtt úgy lett vértanú, hogy kettéfűrészelték őket. |
|        | 12. (I.) | Iskarióti Júdás apostol | Iskarióti Júdás        | Iskarióti Júdás       | Iskarióti Júdás        | † 29/33      | Jeruzsálem, Izrael                     | 30 ezüstpénz |

### Későbbi apostolok
| Portré | N         | Név              | Halála     | Halál helye                           | Attribútum |
| ------ | --------- | ---------------- | ---------- | ------------------------------------- | ---------- |
|        | 12. (II.) | Mátyás apostol   | † 80 körül | Hierapolisz, Törökország vagy Etiópia | Fejsze.    |
|        | 13.       | Pál apostol      | † 67       | Róma, Olaszország                     | Kard.      |
|        | [14.]     | Barnabás apostol | † 61 körül | Ciprusi Szalamisz, Ciprus             | Olajág.    |

## Ábrázolások
|  |  |
|  |  |

A képeken az apostolokat az attribútumaikkal ábrázolták. Az ikonográfiában attribútumnak nevezik azokat a jelképes, jelvényszerű tárgyakat, esetleg ember- vagy állatalakokat, melyek az ábrázolt személyt vagy allegóriát teszik felismerhetővé és érthetővé. Az attribútumok többnyire az ábrázolt személy kezében, oldalán vagy lábánál vannak és mindig életének egy fontos eseményére vagy vértanúságára utalnak.